# Oye-et-Pallet
Oye-et-Pallet är en kommun i departementet Doubs i regionen Bourgogne-Franche-Comté i östra Frankrike. Kommunen ligger i kantonen Pontarlier som tillhör arrondissementet Pontarlier. År 2022 hade Oye-et-Pallet 714 invånare.

## Befolkningsutveckling
Antalet invånare i kommunen Oye-et-Pallet
Referens:INSEE